# Kabinett Kyprianou III

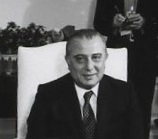
Spyros Kyprianou war zwischen 1977 und 1988 Staatspräsident

Das Kabinett Spyros Kyprianou III wurde in der Republik Zypern am 20. April 1982 von Staatspräsident Spyros Kyprianou gebildet und löste das Kabinett Spyros Kyprianou II ab. Es blieb nach einer Kabinettsumbildung am 23. März 1982 sowie am 22. September 1983 bis zum 7. Januar 1985 im Amt und wurde daraufhin vom Kabinett Spyros Kyprianou IV abgelöst.

## Minister
Dem Kabinett gehörten folgende Minister an:
| Amt                                                   | Amtsinhaber                             | Beginn der Amtszeit               | Ende der Amtszeit                 |
| ----------------------------------------------------- | --------------------------------------- | --------------------------------- | --------------------------------- |
| Staatspräsident                                       | Spyros Kyprianou                        | 20. April 1982                    | 7. Januar 1985                    |
| Außenminister                                         | Nikos Rolandis Georgios Iacovou         | 20. April 1982 22. September 1983 | 20. September 1983 7. Januar 1985 |
| Innenminister und Verteidigungsminister               | Christodoulos Veniamin                  | 20. April 1982                    | 7. Januar 1985                    |
| Minister im Präsidialamt                              | Stelios Katsellis Konstantin Mikellides | 20. April 1982 23. September 1982 | 23. September 1982 7. Januar 1985 |
| Finanzminister                                        | Simos Vasiliou                          | 20. April 1982                    | 7. Januar 1985                    |
| Minister für Landwirtschaft und natürliche Ressourcen | Dimitrios Christodoulou                 | 20. April 1982                    | 7. Januar 1985                    |
| Minister für Handel und Industrie                     | Georgios Andreou                        | 20. April 1982                    | 7. Januar 1985                    |
| Bildungsminister                                      | Panos Ioannou Stelios Katsellis         | 20. April 1982 23. September 1982 | 17. September 1982 7. Januar 1985 |
| Minister für Arbeit und Sozialversicherung            | Pavlos Papageorgiou                     | 20. April 1982                    | 7. Januar 1985                    |
| Minister für Kommunikation und öffentliche Arbeiten   | Christos Mavrellis                      | 20. April 1982                    | 7. Januar 1985                    |
| Justizminister                                        | Phivos Klerides                         | 20. April 1982                    | 7. Januar 1985                    |
| Gesundheitsminister                                   | Christos Pelekanos                      | 20. April 1982                    | 7. Januar 1985                    |
| Staatssekretär im Innen- und Verteidigungsministerium | Elias Eliades                           | 20. April 1982                    | 7. Januar 1985                    |